# Агирофобија
Агирофобија је врста специфичне фобије, неоправдан страх од тога да ће прелазак преко улице нанети телесне повреде, чак иако нема стварне опасности. Фобија обично настаје уколико је особа прошла кроз веће потешкоће кретања кроз велику групу људи на прометним улицама. Занимљиво је да особа која пати од агирофобије може без проблема да вози кола и на тај начин да учествује у саобраћају, али има проблем са прелазом улице. Те особе ће посебно избегавати јавне скупове са много људи, попут спортских догађаја, политичкох скупова и продавница где су честе гужве.
Ова фобија се сматра независном од страха од аутомобила, као и то да ће се код особе која пати од агирофобије, симптоми фобије појавити чак и код преласка преко улице без икаквих других учесника у саобраћају.

## Распрострањеност
Агирофобија није урођена форма, и стиче се током живота након, најчешће негативног, искуства у области где постоји тротоар. Знатно је распрострањенија у подручјима са високом стопом урбанизације, а у руралним срединама људи знатно мање обољевају од те фобије због географских и социјалних околности.